# Wunderlichieae
Wunderlichieae es una tribu de plantas  perteneciente a la familia Asteraceae, subfamilia Wunderlichioideae.
Para mayor información véase Asteraceae.

## Descripción
La tribu incluye especies herbáceas o arbustivas. Rara vez hay también especies de árboles de hasta 9 metros de altura ( Chimantaea y Stenopadus).
Las hojas a lo largo del tallo están dispuestas alternativamente, y también en una espiral. Pueden ser sésiles o pecioladas. La forma de la lámina es muy variada: lineal, o lanceolada, elíptica u obovada. La inflorescencia generalmente consiste en una cabeza  terminal, solitaria, sésil (pseudo pedunculada). Rara vez la inflorescencia está formada por unas cuantas cabezas (Stenopadus).

## Géneros
- Chimantaea,
- Stenopadus,
- Stomatochaeta,
- Wunderlichia